# Ludwik Pikor
Ludwik Pikor – polski c. k. urzędnik.

## Życiorys
Pochodził z Rzeszowa. W okresie zaboru austriackiego w ramach autonomii galicyjskiej ukończył studia prawnicze. Podjął pracę w adwokaturze i w notariacie. Od 1873 pracował w Dyrekcji Pocztowej we Lwowie, gdzie awansował w hierarchii. Przez dwa lata był zatrudniony w Ministerium Handlu. Otrzymał godność c. k. radcy dworu. Od 1908 sprawował stanowisko historycznie pierwszego wiceprezydenta galicyjskiej C. K. Dyrekcji Poczt i Telegrafów we Lwowie (prezydentem został Jan Lubicz Seferowicz). Z okazji przejścia w stan spoczynku w 1910 otrzymał Order Leopolda.
Przez lata był przewodniczącym Towarzystwa Zaliczkowego Urzędników Pocztowych, potem w Towarzystwie Czynnej Pomocy Funkcjonariuszów Pocztowych.